# الت انیو
الت انیو (به اسپانیایی: Alt Àneu) یک شهرستان در اسپانیا است که در کاتالونیا واقع شده‌است.

## خصوصیات
الت انیو ۲۱۷٫۷۶ کیلومترمربع مساحت و ۴۵۰ نفر جمعیت دارد و ۱٬۰۷۶ متر بالاتر از سطح دریا واقع شده‌است.